# Incidente da cápsula radioativa na Austrália
O Incidente da cápsula radioativa é um evento entre 10 de janeiro de 2023 e 16 de janeiro de 2023, uma cápsula radioativa contendo uma fonte cerâmica de césio-137 de 19 giga becquerel desapareceu de um caminhão no qual estava sendo transportada pela Austrália Ocidental . A cápsula, de 6 mm de diâmetro e 8 mm de altura, que era utilizada como parte das operações de mineração, estava sendo transportada de uma mina perto de Newman para um depósito em Málaga (um subúrbio de Perth ), a uma distância de 1,400 km (870 mi) .

## Linha do tempo
Em 10 de janeiro de 2023, a cápsula foi embalada para que os reparos fossem realizados em Perth.
Entre 11 e 14 de janeiro de 2023, a cápsula saiu da mina Gudai-Darri da Rio Tinto para transporte.
Em 16 de janeiro de 2023, o pacote contendo a cápsula chegou a Perth e foi descarregado e colocado em um depósito seguro.
Em 25 de janeiro, a embalagem foi desembalada para inspeção, com um dos quatro parafusos de montagem e todos os parafusos do medidor faltando, e a própria cápsula também faltando. As autoridades presumiram que o parafuso havia se soltado devido às vibrações durante a viagem e, em seguida, a cápsula caiu pelo orifício do parafuso.
Na noite de 25 de janeiro, o Departamento de Bombeiros e Serviços de Emergência (DFES) foi notificado sobre o desaparecimento da cápsula pela Força Policial da Austrália Ocidental . Em 27 de janeiro de 2023, o Diretor de Saúde da Austrália Ocidental, Andy Robertson, deu uma entrevista coletiva de emergência, com o DFES emitindo um "aviso urgente de saúde pública". O público foi avisado para observar uma distância segura de cinco metros se encontrasse a cápsula, e os motoristas que haviam usado recentemente a Grande Rodovia do Norte foram solicitados a verificar os pneus de seus veículos para o caso de estarem presos na banda de rodagem.
No dia primeiro de Fevereiro,  a cápsula é achada ao sul da cidade de Newman.